# Streamium
Streamium is een reeks entertainmentproducten van Philips.
Een Streamium apparaat kan, met behulp van het WiFi-protocol, multimedia files zien die op meerdere computers, PDA's en andere netwerk-apparaten staan. Die apparaten moeten dan wel, net als het Streamium apparaat, verbonden zijn met een thuisnetwerk en over de juiste software (UPnP MediaServer software) beschikken.
Een Streamium apparaat kan multimedia files (muziek, foto's en films) doorsturen naar een ander apparaat en in sommige gevallen zelf afspelen. Als de multimedia files worden doorgestuurd dan kan het ontvangende apparaat (HiFi-set, televisie, iPhone, etc.) die zelf afspelen. Als er een pc of Mac-computer in het thuisnetwerk zit die beschikt over een MediaServer en een RSS-ontvanger dan is het ook mogelijk om audio en video podcasts af te spelen. Zo kunnen de uitzendingen via RSS-feeds van onder andere; 'YouTube', 'BBC live', 'Reuters' en 'Metacafe' worden bekeken en duizenden internet-radiozenders worden beluisterd.
Het werd op 7 januari 2004 geïntroduceerd op de Consumer Electronics Show (CES) in Las Vegas. Streaming is een doorontwikkeling van een hifi-systeem die volgens hetzelfde concept werkt. Bij het hifi-systeem was het zo dat men zich op bij het abonneren op internetradiostations het geluid van het radiostation via een breedbandverbinding draadloos naar de hifi-installatie werd overgebracht. Bij Streaming is daar beeld bij gekomen.
Het televisieproduct, Streamium TV geheten, heeft een breedbeeld-lcd-televisie van 23 inch. Het beeld wordt in het MPEG 1- en MPEG-formaat weergegeven. Op de tv kan men ook de dingen van op de computer bekijken en afspelen.